# Ostrovné lúčky
Ostrovné lúčky jsou zrušená přírodní rezervace na Slovensku. Nacházela se v okrese Bratislava V v Bratislavském kraji. Území bylo vyhlášeno v roce 1988 s rozlohou 54,93 hektaru. Přírodní rezervace byla k 1. březnu 2021 zrušena a nahrazena chráněným areálem Ostrovné lúčky.